# راشید بناین
راشید بناین (انگلیسی: Rachid Benayen؛ زادهٔ ۱۳ فوریهٔ ۱۹۷۹) بازیکن فوتبال اهل الجزایر است.
از باشگاه‌هایی که در آن بازی کرده‌است می‌توان به باشگاه فوتبال القبائل اشاره کرد.